# 阿薩卡 (愛達荷州)
阿薩卡（英語：Ahsahka）是位於美國愛達荷州清水縣的一個非建制地區。

## 地理
阿薩卡的座標為46°30′08″N 116°19′27″W / 46.50222°N 116.32417°W，而該地的平均海拔高度為303米（即994英尺）。